# Boy Scouts of America Equal Access Act

Le Boy Scouts of America Equal Access Act (« Loi sur l'égalité d'accès pour Boy Scouts of America ») est une loi qui a été adoptée pour empêcher le gouvernement fédéral des États-Unis et les organismes fédéraux de réduire leur soutien à Boy Scouts of America (et aux autres organisations de jeunesse scoute). Le projet de loi a été adopté dans le contexte d'un certain nombre de controverses impliquant Boy Scouts of America, tels que l'exclusion des gays et des athées, et des procès, visant à limiter le soutien du gouvernement à l'organisation privée.
En particulier, le projet de loi dispose qu'aucune école recevant des fonds de la part du ministère de l'Éducation :

« ne peut empêcher l'égalité d'accès ou une juste possibilité de se réunir pour un groupe officiellement affilié à Boy Scouts of America, ou de tout autre groupe de jeunes figurant dans le titre 36 du Code des États-Unis (en tant que société patriotique), qui souhaite organiser une réunion au sein de cette instance désignée, à public ouvert ou limité, y compris en interdire l'accès ou y fonder une discrimination pour des raisons fondées sur l'appartenance ou sur les critères de leadership ou sur [les propos du] serment d'allégeance à Dieu. »